# Garm

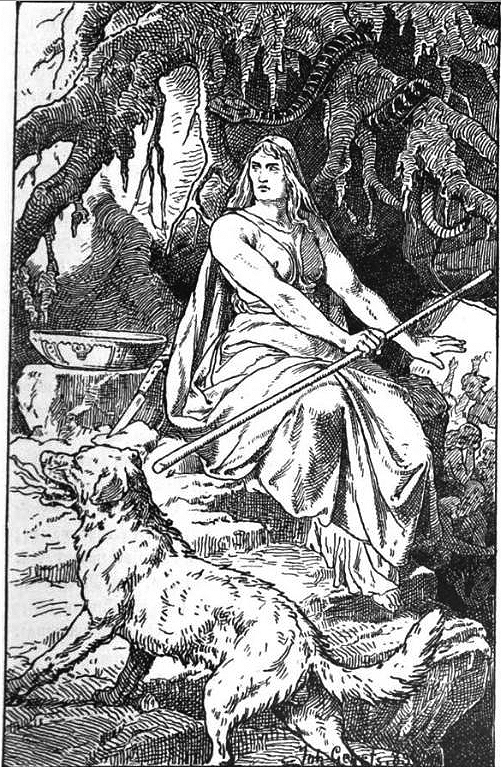
Johannes Gehrts: "Hél és Garm" (1889)

Garm, (ó-skandináv Garmr) az alvilág, Hél, kapuját őrző kutya a skandináv mitológiában. A kutya ki van láncolva az alvilág bejáratánál, a Gnipa barlangnál. A Baldr álmai (Edda) szerint Garm egy szörnyű, emberevő vadállat, véres a melle...Északon ismeretes Zordóként, mint aki látja, nemsokára testvére lészen. (Halott lesz, mint a kutya maga) 
Európában véres, azaz vörös színű. 
...

kutya jött vele szembe,

szaladván Hélből.

 

Az eb melle elöl

mind csupa vér volt,

vonítva csaholt

a Rúnák Atyjára.

...
A prózai Edda szerint, a Ragnarök előtt vonít és üvölt, majd kiszabadul láncaiból.  A Ragnarökben Tyr ellen küzd és megölik egymást. Garm lenyeli Tyrt, de ő pedig belülről, annak hasából, kardjával átdöfi a fenevad szívét.

## Fordítás
- Ez a szócikk részben vagy egészben  a   Garm című svéd Wikipédia-szócikk fordításán alapul.  Az eredeti cikk szerkesztőit annak laptörténete sorolja fel. Ez a jelzés csupán a megfogalmazás eredetét és a szerzői jogokat jelzi, nem szolgál a cikkben szereplő információk forrásmegjelöléseként.
- Ez a szócikk részben vagy egészben  a   Garmr című angol Wikipédia-szócikk fordításán alapul.  Az eredeti cikk szerkesztőit annak laptörténete sorolja fel. Ez a jelzés csupán a megfogalmazás eredetét és a szerzői jogokat jelzi, nem szolgál a cikkben szereplő információk forrásmegjelöléseként.